# Entflammbarkeit

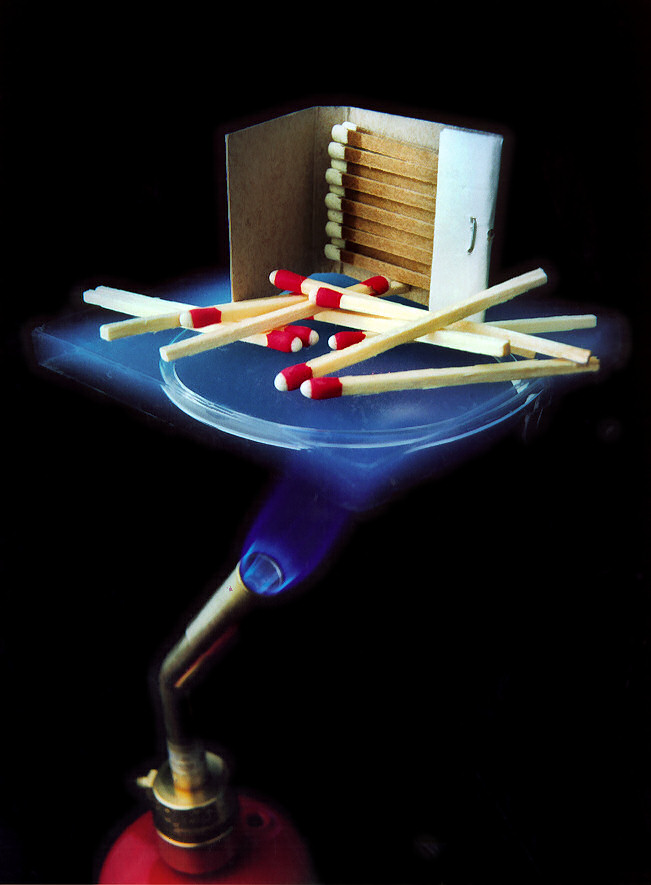
Streichhölzer auf Aerogel, unter einer Flamme.

International verwendetes Piktogramm für leicht entflammbare Stoffe

Die Entflammbarkeit ist ein Maß dafür, wie leicht sich ein brennbarer Stoff entzündet.
Die Entflammbarkeit bemisst sich unter anderem nach der Lage des Flammpunktes.
Verbesserte Brandschutzeigenschaften können durch die Verwendung von Flammschutzmitteln erreicht werden.

## EU-Norm
Die neue EN 13501-1 beurteilt das Brandverhalten von Baustoffen anhand ihrer Entflammbarkeit und anderen Kriterien.
Die Vorgängernorm DIN 4102-1 unterteilte brennbare Baustoffe in Baustoffklassen als leicht, normal oder schwer entflammbar.